# Ingrid Hätscher
Ingrid Hätscher ist eine ehemalige deutsche Ruderin. 1990 und 1991 vertrat sie Deutschland im Leichtgewichts-Einer bei den Ruder-Weltmeisterschaften.
Hätscher wurde 1990 Deutsche Meisterin im Leichtgewichts-Einer und wurde für die Weltmeisterschaften in Tasmanien nominiert. Dort erreichte sie mit dem vierten Platz im Finale das beste Ergebnis ihrer Karriere.
1991 unterlag Hätscher bei den Deutschen Meisterschaften Ruth Kaps, die im Vorjahr U23-Weltmeisterin im Einer geworden war. Dennoch startete sie auch bei den Weltmeisterschaften in Wien wieder im leichten Einer, im Finale belegte sie den fünften Platz.
Hätscher, die für den ARC Würzburg startete, beendete anschließend ihre Karriere.

## Internationale Erfolge
- 1990: 4. Platz Weltmeisterschaften im Leichtgewichts-Einer
- 1991: 5. Platz Weltmeisterschaften im Leichtgewichts-Einer